# Almatys internationella flygplats
Almatys internationella flygplats (kazakiska: Халықаралық Алматы Әуежайы, Chalyqaralyq Almaty Äjezjajy; ryska: Международный Аэропорт Алматы, Mezjdunarodnyj Aeroport Almaty) (IATA: ALA, ICAO: UAAA) är den största internationella flygplatsen i Kazakstan. Den ligger 18 kilometer från Almatys centrum. 
Almatys internationella flygplats står för hälften av landets passagerartrafik och 68 % av frakttrafiken i Kazakstan. År 2011 hade man 3 665 538 passagerare (19-procents ökning mot 2010) vilket bestod av 1 830 297 ankommande passagerare och 1 835 241 utresande.